# Diabeł (film 2010)
Diabeł (tytuł oryg. Devil lub The Night Chronicles: Devil) – amerykański thriller z 2010 roku w reżyserii Johna Ericka Dowdle'a, na podstawie historii napisanej przez M. Nighta Shyamalana. Jest to pierwsza część trylogii The Night Chronicles, która traktuje o zjawiskach nadprzyrodzonych w nowoczesnych miejskim społeczeństwie.

## Fabuła
W uwięzionej pomiędzy piętrami biurowca windzie znajduje się piątka obcych sobie osób. Z pozoru zwykła awaria zamienia się w walkę o przetrwanie w momencie kiedy ginie pierwsza z nich. Uwięzionych w windzie obserwuje bezradna policja oraz ochrona budynku.

## Obsada
- Chris Messina jako detektyw Bowden
- Logan Marshall-Green jako mechanik
- Jenny O’Hara jako Jane Cowski (starsza kobieta)
- Bojana Novakovic jako Sarah Caraway (młodsza kobieta)
- Bokeem Woodbine jako strażnik
- Geoffrey Arend jako sprzedawca
- Jacob Vargas jako Ramirez
- Matt Craven jako Lustig
- Joshua Peace jako detektyw Markowitz
- Joe Cobden jako Dwight
- Caroline Dhavernas jako Elsa Nahai